# Nereididae
Nereididae är en familj av ringmaskar. Nereididae ingår i ordningen Phyllodocida, klassen havsborstmaskar, fylumet ringmaskar och riket djur. Enligt Catalogue of Life omfattar familjen Nereididae 753 arter. 
Nereididae har fått sitt namn efter nereiderna. Kroppern är långsträckt med rygg och bukcirrer, huvudfliken bär två tentakler, två palper och fyra ögon, i det första kroppssegmentet fyra känselspröt.

## Bildgalleri

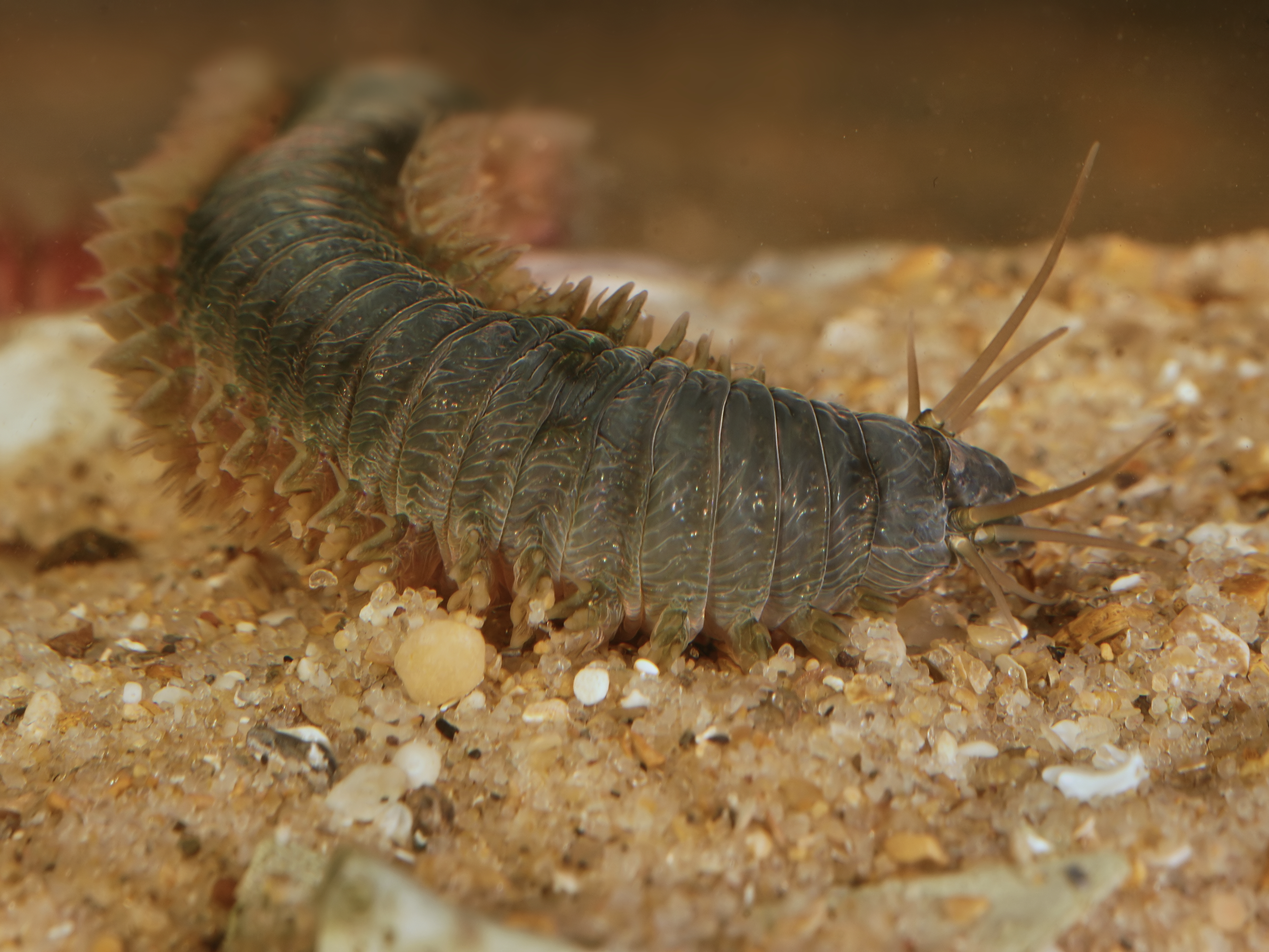
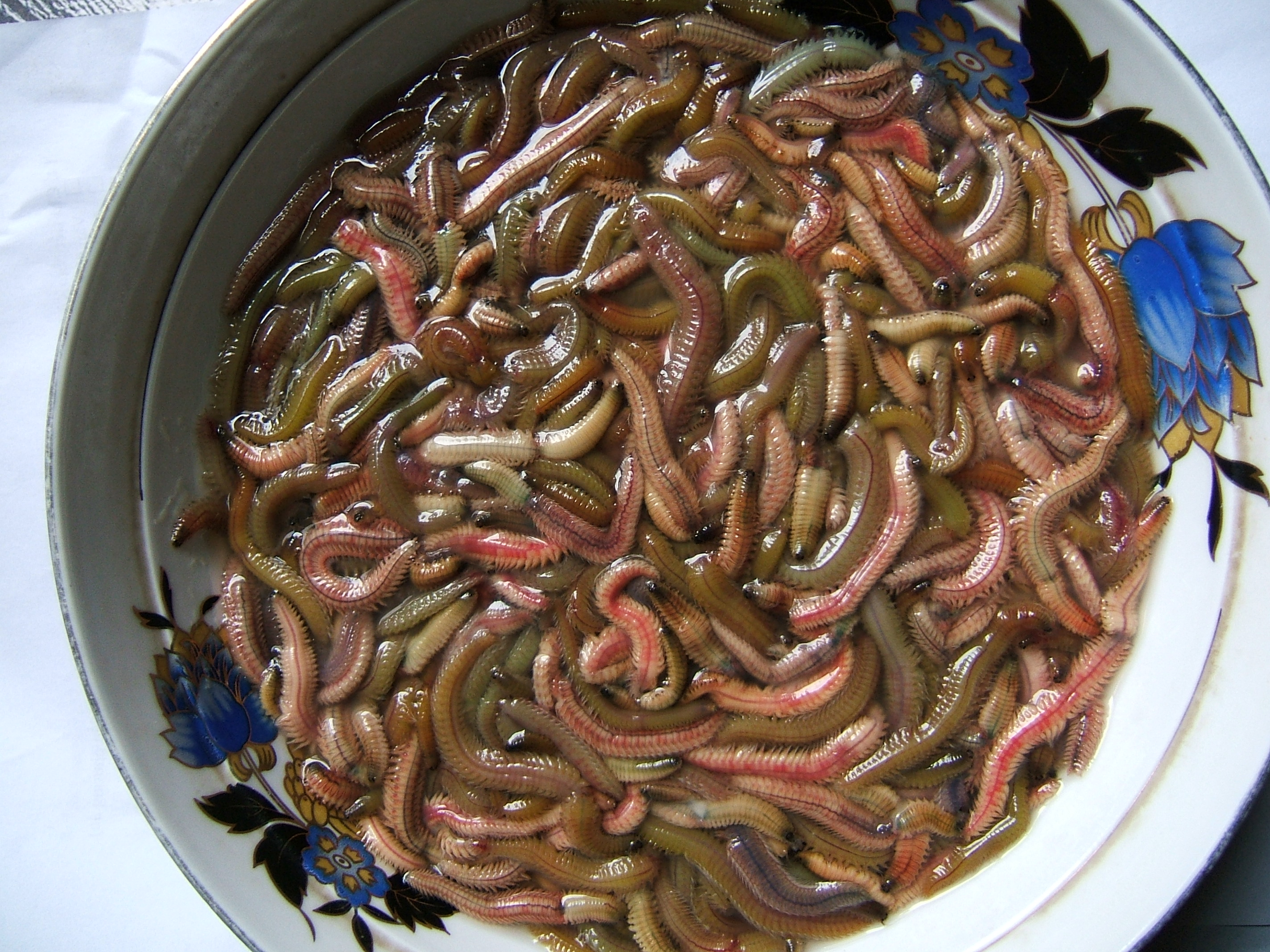

## Dottertaxa till Nereididae, i alfabetisk ordning[1][2]
- Alitta
- Australonereis
- Ceratocephala
- Ceratocephale
- Ceratonereis
- Chaunorhynchus
- Cheilonereis
- Cirroceros
- Cirronereis
- Composetia
- Cryptonereis
- Dawbinia
- Dendronereides
- Dendronereis
- Eunereis
- Ganganereis
- Gymnonereis
- Hediste
- Heteronereis
- Imajimainereis
- Kainonereis
- Laeonereis
- Laevispinereis
- Leonnates
- Leonnatus
- Lepidonereis
- Leptonereis
- Lycastilla
- Lycastis
- Lycastoides
- Lycastonereis
- Lycastopsis
- Lycoris
- Meganereis
- Micronereides
- Micronereis
- Namalycastis
- Namanereis
- Neanthes
- Nectoneanthes
- Nereis
- Nicomedes
- Nicon
- Notophycus
- Olganereis
- Paraleonnates
- Perinereis
- Peudonereis
- Pisionura
- Platynereis
- Pseudonereis
- Rullierinereis
- Simplisetia
- Sinonereis
- Solomononereis
- Steninonereis
- Stenoninereis
- Tambalagamia
- Tylonereis
- Tylorhynchus
- Tylorrhynchus
- Typhlonereis
- Unanereis
- Websterinereis